# Malva linnaei
Malva linnaei là một loài thực vật có hoa trong họ Cẩm quỳ. Loài này được M.F.Ray mô tả khoa học đầu tiên năm 1998.